# Windows Media Player
Windows Media Player este o aplicație creată de Microsoft Corporation folosită pentru redarea fișierelor media.

## Istorie
În anul 1990, odată cu apariția sistemului de operare Microsoft Windows 3.0, Microsoft a introdus în acest sistem de operare Windows Media Player 1.0 (prima versiune).
Această versiune a fost compatibilă cu sisteme de operare 16 bit sau 32 bit. În 1992, Microsoft a modificat versiunea 1.0 la versiunea 2.0 care a fost introdusă în Windows 3.1 și Windows 3.2. În 1995 Microsoft a lansat Windows 95 iar acesta a rulat o versiune mai performantă (pentru acea vreme) adică versiunile 3.0 (Windows 95) și 4.0 (Windows NT 4.0 1996). Aceste două versiuni au fost primele care erau capabile să ruleze și fișiere .mp4 și .wmv. În 1998 a fost lansată a 5-a versiune care era disponibilă pe Windows 98, 98se și 2000. În 2000 Windows ME a fost primul Windows care a rulat Windows Media Player 6.0. În același an, Windows Media Player 6.0 a fost numit "cel mai nou program multimedia". Această versiune era capabilă de a rula plugin-uri, skinuri, efecte de fundal și crearea playlist-urilor. Tot în anul 2000 Microsoft a făcut un mic upgrade de la versiunea 6.0 la versiunile 7.0 și 8.0 (7.0 a fost adăugată în codename-ul Windows Neptune 5551 și 8.0 în Windows XP RTM și SP1). În 2001 Microsoft a modificat 8.0 și a devenit 9.0 (pentru Windows XP SP2 și unele versiuni SP3). Windows Media Player 10 a fost lansat în 2004 și a fost adăugat în Windows XP Media Center Edition 2004 și în Windows Vista (2006).  

Logo-ul Windows Media Player folosit între 2000 și 2011

Ecranul de redare al Windows Media Player 11

| Versiunile 1.0 și 2.0      | Windows 3.0 și 3.1 sau 3.2                                          |
| -------------------------- | ------------------------------------------------------------------- |
| Versiunile 3.0 și 4.0      | Windows 95 și NT 4.0                                                |
| versiunea 5                | Windows 98, 98SE, 2000                                              |
| Versiunile 6.0, 7.0 și 8.0 | Windows Me, Windows Neptune 5551 și Whitsler, Windows XP RTM și SP1 |

| Versiunile 9.0 si 10 | Windows XP SP2, SP3, MCE 2004; Vista   |
| -------------------- | -------------------------------------- |
| Versiunile 11 și 12  | Windows XP, Vista, 7, 8, 8.1, 10 și 11 |

### Documentație legată de implementare
- en  Descrierea tehnologiei "Microsoft Foundation"
- en  Descrierea tehnologiei "Windows Media SDK"
- en  Descrierea tehnologiei "DirectShow